# (1403) Idelsonia
(1403) Idelsonia est un astéroïde de la ceinture principale.

## Description
(1403) Idelsonia est un astéroïde de la ceinture principale. Il fut découvert le 13 août 1936 à Simeis par Grigori Néouïmine. Il présente une orbite caractérisée par un demi-grand axe de 2,72 UA, une excentricité de 0,29 et une inclinaison de 10,2° par rapport à l'écliptique.

## Compléments